# Helene Charles
Helene Charles (* 10. Januar 1986) ist eine frühere französische Biathletin.
Helene Charles nahm in ihrer Karriere nie an einer internationalen Meisterschaft teil, startete aber zwischen 2004 und 2005 im Europacup. Ihre ersten Rennen bestritt sie im heimischen Méribel, wo sie als 25. eines Sprintrennens und als 17. der Verfolgung sofort Punkte gewann. In Gurnigel folgten Platzierungen auf dem achten Rang in Sprint und Verfolgung. Es waren die ersten und einzigen Platzierungen auf einstelligen Rängen in Einzelrennen in der Karriere der Französin. Ihre letzten Rennen bestritt sie 2005 in Ridnaun. Zum Abschluss wurde das Staffelrennen, in dem sie in einer internationalen Staffel mit der Deutschen Kathrin Hitzer und den Russinnen Marija Kossinowa und Ljubow Petrowa hinter einer rein deutschen und vor einer rein schwedischen Staffel Zweite wurde.